# Grossenau (Zell im Fichtelgebirge)
Grossenau ist ein Gemeindeteil des Marktes Zell im Fichtelgebirge im Landkreis Hof (Oberfranken, Bayern). Die Gemarkung Grossenau hat eine Fläche von 2,393 km². Sie ist in 448 Flurstücke aufgeteilt, die eine durchschnittliche Flurstücksfläche von 5341,47 m² haben.

## Geografie
Das Dorf liegt auf freier Flur am Lübnitzbach, einem rechten Zufluss der Ölschnitz. Im Süden erhebt sich der Gießhügel (612 m ü. NHN), im Osten der Grasberg (627 m ü. NHN). Die Kreisstraße HO 19/BT 4 führt nach Zettlitz (1,3 km südwestlich) bzw. nach Zell im Fichtelgebirge (2,8 km nordöstlich). Eine Gemeindeverbindungsstraße führt zur Kreisstraße HO 20 (1,3 km nördlich).

## Geschichte
Der Ort wurde im Jahr 1140 als „Chrozna“ erstmals urkundlich erwähnt, als der Bamberger Bischof Otto I. u. a. diesen Ort erwirbt. Es gab zu dieser Zeit dort eine Turmhügelburg. Lehensnehmer waren die Herren von Hirschberg.
Gegen Ende des 18. Jahrhunderts bestand Grossenau aus 34 Anwesen (10 Gütlein, 5 halbe Gütlein, 1 Drittelgütlein, 3 Viertelgütlein, 11 Tropfhäuser, 4 halbe Tropfhäuser). Die Hochgerichtsbarkeit sowie die Dorf- und Gemeindeherrschaft war geteilt: Nördlich des Lübnitzbaches war das bayreuthische Stadtrichteramt Münchberg zuständig, südlich des Lübnitzbaches das bayreuthische Kasten- und Stadtvogteiamt Gefrees. Die Rittergüter Ebnath und Schwarzenreuth waren Grundherren sämtlicher Anwesen. Die Bewohner waren also pfalz-neuburgische Landsassen.
Von 1797 bis 1810 unterstand Grossenau dem Justiz- und Kammeramt Münchberg. Nachdem im Jahr 1810 das Königreich Bayern das Fürstentum Bayreuth käuflich erworben hatte, wurde der Ort bayerisch. Infolge des Ersten Gemeindeedikts wurde Grossenau dem 1812 gebildeten Steuerdistrikt Zell im Fichtelgebirge und der zugleich entstandenen Ruralgemeinde Zell im Fichtelgebirge zugewiesen. 1869 kam es zur Bildung der Ruralgemeinde Grossenau. Sie war in Verwaltung dem Bezirksamt Münchberg zugeordnet (1939 in Landkreis Münchberg umbenannt) und in der Gerichtsbarkeit dem Landgericht Münchberg (1879 in Amtsgericht Münchberg umgewandelt) und in der Finanzverwaltung dem Rentamt Münchberg (1919 in Finanzamt Münchberg umbenannt). Die Gemeinde hatte 1964 eine Gebietsfläche von 2,396 km². Im Zuge der Gebietsreform in Bayern wurde die Gemeinde Grossenau am 1. Januar 1971 nach Zell im Fichtelgebirge eingemeindet.

### Baudenkmäler
- Grenzstein[13]

ehemalige Baudenkmäler
- Haus Nr. 12: Gasthaus. Zweigeschossiges verputztes Gebäude mit Halbwalmdach und Eckquaderung, drei Achsen an der Giebelseite. Die korbbogige Haustür mit Pilastern und Archivolte, der Scheitelstein bezeichnet „HZ 1803“ (=angeblich Hans Zeitler). Die Bezeichnung „AW 1852“ (=Adam Wirth) am Giebel stammt von einer Erneuerung.[14]
- Haus Nr. 20: Wohnstallhaus mit strohgedecktem Frackdach, vermutlich 18. Jahrhundert, Obergeschoss später massiv ausgebaut, Giebel verschalt.[14]
- Haus Nr. 26: Wohnstallhaus[13]
- Haus Nr. 27: Massiver Wohnstallbau mit Frackdach, Giebel verschalt, Rahmung der Wohnungstür geohrt. Die Jahreszahl am Sturz der Küchentüre „(A)NNO 1779“ gibt das Baujahr, jedoch fand im 19. Jahrhundert ein Ausbau statt.[14]

### Bodendenkmäler
- Turmhügel Hofstatt[13]

### Einwohnerentwicklung
| Jahr      | 1812  | 1840   | 1852   | 1861   | 1867   | 1871   | 1875   | 1880   | 1885   | 1890   | 1895   | 1900   | 1905   | 1910   | 1919   | 1925   | 1933   | 1939   | 1946   | 1950   | 1961   | 1970   | 1987   | 2005  | 2010  | 2015  |
| Einwohner | 181   | 261    | 267    | 271    | 258    | 257    | 239    | 239    | 211    | 204    | 193    | 178    | 177    | 164    | 157    | 154    | 169    | 159    | 203    | 195    | 117    | 102    | 93     | 81    | 82    | 86    |
| Häuser    | 34    |        |        |        |        | 38     |        |        | 40     | 39     |        | 39     |        |        |        | 39     |        |        |        | 35     | 35     |        | 34     |       |       |       |
| Quelle    | [ 9 ] | [ 16 ] | [ 16 ] | [ 17 ] | [ 18 ] | [ 19 ] | [ 20 ] | [ 21 ] | [ 22 ] | [ 23 ] | [ 16 ] | [ 24 ] | [ 16 ] | [ 25 ] | [ 16 ] | [ 26 ] | [ 16 ] | [ 16 ] | [ 16 ] | [ 27 ] | [ 10 ] | [ 28 ] | [ 29 ] | [ 2 ] | [ 2 ] | [ 2 ] |

## Religion
Grossenau ist nach St. Gallus (Zell im Fichtelgebirge) gepfarrt und seit der Reformation evangelisch-lutherisch geprägt.